# Archivo temporal
Un archivo temporal es un archivo que puede ser creado por un programa cuando no puede asignar memoria suficiente para sus tareas o bien el sistema operativo en algunos casos son copias de seguridad realizadas antes de la modificación de determinado archivo por motivos de seguridad, así en caso de perderse información u otra catástrofe se puede restaurar el archivo en su estado original.
Algunos programas crean archivos y no los eliminan. Esto puede ocurrir porque el programa se bloquea o porque el desarrollador del programa simplemente olvidó agregar el código necesario para eliminar los archivos temporales después de que el programa los ha creado. Los archivos temporales dejados a un lado acumulan con el tiempo mucho espacio en el disco aunque se puede recurrir a una serie de utilidades de sistema, llamadas limpiadores de archivos temporales o limpiadores de disco, que sirven para resolver este problema.
En los sistemas de Microsoft los archivos temporales usualmente tienen la extensión .TMP. Sin embargo, en los sistemas de la familia Unix, como GNU/Linux u OS X, suelen ser archivos ocultos con su nombre y extensión original pero con el carácter ~ en su extensión.
En todos los sistemas operativos conocidos existe un directorio en donde generalmente se alojan los archivos temporales, en el caso de los sistemas de familia Unix existe un directorio dentro de la carpeta donde está instalado el sistema.